# Qadam
Qadam (en árabe, قدم) o al-Qadam es un distrito municipal y un barrio del sur de Damasco, en Siria, al oeste del Campo de refugiados de Yarmouk.

## Historia
Antes de su urbanización e integración a municipio de Damasco, al-Qadam era un pueblo a pie de la vía Hajj, la ruta de peregrinación que va desde Damasco hasta La Meca. De ahí procede su nombre: al-Qadam al-Sharif («el Pie Noble»). La tradición cuenta que fue nombrado así por una piedra con la huella del pie del profeta Mahoma cuando visitó la ciudad de Bosra. La piedra fue reubicada desde Bosra hasta una mezquita en Qadam.